# Lengua escrita
La lengua escrita constituye una variedad de la lengua. La comunicación escrita se establece a distancia, utiliza el código gráfico y es diferida, es decir, no hay simultaneidad de emisión y recepción.
En la escritura, la información de los elementos prosódicos, contextuales y no verbales es sugerida por medio de signos de interrogación y exclamación, recursos tipográficos (subrayado, mayúsculas, letra negrita, letra cursiva) y explicaciones verbales que permiten interpretar adecuadamente el mensaje.
Según los estudios de lingüística textual o de gramática del discurso, cuando hablamos o escribimos construimos textos, y para hacerlo, tenemos que dominar varias habilidades como: identificar la información relevante de la irrelevante,  identificar el objetivo de aquello sobre lo que vamos a hablar o escribir, organizar el contenido  en un orden cronológico y comprensible, escoger las palabras adecuadas, construir las frases entre sí,  construir un párrafo, etc. 
Las reglas fonéticas y ortográficas, morfosintácticas y léxicas son sólo una parte del conocimiento del conjunto de conocimiento que maneja un usuario de la lengua.
Los conocimientos que posee un escritor para poder producir enunciados coherentes, organizados, y con una intencionalidad clara pueden clasificarse en los siguientes aspectos:
1. adecuación: saber escoger la variedad (dialectal o estándar) y el registro (general o específico, formal o informal, objetivo o subjetivo).
2. coherencia: seleccionar la información relevante y poder estructurarla.
3. cohesión: saber conectar las distintas frases que forman un texto (pronominalizaciones, puntuación, conjunciones, etc)
4. corrección gramatical:  conocer las reglas fonéticas y ortográficas, morfosintácticas y léxicas de la lengua que permiten construir oraciones aceptables y gramaticales.
5. disposición en el espacio: saber cómo debe presentarse un escrito (convenciones para cada clase de texto, según su intención y formato).
6. estar atento a las diferencias contextuales entre la oralidad y la escritura.
7. en la escritura hay que saber distinguir aquellos contenidos escritos para ser leídos o escritos para ser dichos. Cada uno de los subcanales requiere el uso de recursos y estrategias comunicativas propios.

## Oralidad y escritura
Salvo en los casos prototípicos de la lengua oral (conversaciones) y escrita (textos académicos), no existe oposición real entre ambas, sino una relación de grado: el habla y la escritura se relacionan y combinan en diversas situaciones comunicativas, como en una exposición oral planificada o en un chat.
La literatura, a su vez, ofrece imitaciones de lo oral o reproduce situaciones comunicativas como el diálogo, que además es propio de las obras teatrales.
La comparación entre los códigos oral y escrito  puede hacerse desde distintos puntos de vista.  Por ejemplo, si nos detenemos en las situaciones o contextos de comunicación hablada o escrita se puede identificar que  en  la oralidad opera la dimensión  de inmediatez en el tiempo ( el receptor comprende el mensaje al mismo tiempo en que lo produce el emisor);  en cambio, la comunicación escrita es diferida (el lector no siempre lee e interpreta el texto en el momento en que el escritor lo escribió). Este primer tipo de diferencias se denominan "diferencias contextuales", en términos de Daniel Cassany en el libro Describir el escribir, Vale aclarar, que hoy las diferencias contextuales  están en proceso de equiparación en varios aspectos, gracias al desarrollo tecnológico y a la presencia  y uso de nuevos dispositivos de comunicación. Por otra parte, la oralidad tiene un carácter espontáneo, mientras que la escritura, no . 
En segundo término, pueden compararse las características gramaticales como la adecuación o la coherencia de los textos orales y escritos;  por ejemplo, podemos notar que la construcción de los enunciados en la modalidad oral no siempre mantiene un orden gramatical, pero por el contexto o situación de comunicación en el que se producen se puede completar el sentido del mensaje; además  podemos comparar las estructuras  sintácticas que se utilizan en cada código  y veremos las que se usan y las que no, el grado de complejidad,  el orden de las palabras etc. Ese segundo grupo  de características diferenciales son denominadas  "diferencias textuales" porque  hacen referencia la organización interna de cada oración y al mensaje (el texto de la comunicación).
La idea de que el lenguaje escrito y el hablado sirven para funciones diferentes en la sociedad  ha sido desarrollada por "especialistas como Goody y Watt (1963) y Goody (1977)" quienes "sugieren  que el pensamiento analítico es consecuencia del lenguaje escrito puesto que fue la fijación del habla lo que permitió al hombre separar claramente  las palabras, manipular su orden y desarrollar formar silogísticas de razonamiento. " Las diferencias entre la oralidad y la escritura derivan de que una es esencialmente transitoria y la otra fue creada para ser permanente.

## Lengua escrita y registro
El  término registro ha sido acuñado por la Sociolingüística para nombrar las variedades del lenguaje que se producen según la situación o contexto comunicacional en la que se encuentran un alocutor y un alocutario. En el uso de la lengua escrita se puede emplear un registro formal (trabajo de investigación), un registro informal (carta personal) o combinar lengua escrita con lengua oral (correo electrónico).
La presencia de un registro u otro depende de la situación comunicativa y la intención del hablante.

## Estrategias  para mejorar comunicación escrita
Desde el año 2004, Jef Bezos Bezos reemplazó las presentaciones de Power point en sus equipos de trabajo  por la redacción de memos de seis páginas. Sus razones: la estructura de un buen texto obliga a pensar mejor, a comprender qué es importante y relacionarlo con otros temas, eleva los estándares, la calidad de la empresa y de sus empleados.
Cuando escribimos, buscamos comunicar  con una finalidad definida previamente,  para ello es preciso considerar el contexto, los recursos  y el modo en que hacemos  ese mensaje claro, comprensible y efectivo.
En la era de Internet, de las redes  y del “todo digital”, la necesidad de la excelencia en las comunicaciones por escrito se ha tornado  cada vez mayor. Las empresas  y organizaciones requieren de personas con competencias  en redacción, sobre todo porque las nuevas tecnologías y  el teletrabajo modificaron los modos de  relacionarse  e interactuar tanto hacia adentro como  hacia afuera de las organizaciones.
La gran oportunidad de  hoy  es tener a mano  los recursos  necesarios para  la producción de documentos altamente efectivos y eficaces,  alineados con las transformaciones tecnológicas y la competitividad global. 
A modo de guía y de ayuda para mejorar la escritura, proponemos  una serie de etapas o pasos a seguir, para ello tomamos las recomendaciones y  aportes de  Elena Luchetti en el libro  Cómo escribir mejor y Eric Araya en su libro ABC de la redacción:
1) Planificación: La fase de planificación se denomina preescritura porque es todo lo que se realiza antes de escribir el texto completo, es decir, lo que hay que pensar previamente,  antes de escribir.  Puede  dividirse en tres momentos:
a) Establecer los propósitos comunicativos: el escritor deberá definir para quién escribe, por qué  lo está haciendo, para qué o con qué finalidad, qué contenido desea darle al texto y cómo o con qué formato lo hará. Estas decisiones  conllevan a que  reflexione  sobre el uso de  un registro formal o informal, la elección de una variedad  de la lengua estándar u otra forma dialectal; discriminará si su objetivo es informar, persuadir, u otro fin; y delimitará el formato de texto (tesina, receta, informe empresarial, una memoria, un cv, una carta de presentación, un discurso publicitario, etc).
b)  Generar información: Una vez que se establecieron los propósitos comunicativos se puede empezar a  tomar nota (estilo borrador o apunte) donde se registren todas las ideas que surjan respecto del tema que se vaya a desarrollar. A medida que van surgiendo esas ideas, conviene ir uniendo las palabras, identificando oposiciones o contradicciones, agrupar las ideas, etc. En esta etapa, lo que se escribe no es el texto, sino un " conglomerado de ideas" pero es un paso imprescindible para el primer bosquejo o versión. 
c) Organizar las ideas: Comienza cuando seleccionamos  de entre las ideas generales, las más útiles a los fines comunicativos. Nos damos cuenta de que ha llegado el momento cuando alcanzó cierto volumen y calidad. Entonces recortamos lo que no nos es útil y pensamos en cómo empezaremos el texto, cómo continuará y cómo finalizará. 
2) Textualización: Es la redacción o escritura propiamente dicha. Es el primer boceto de aquello que deseamos comunicar, no necesariamente la última versión, puesto se requerirá de muchas correcciones antes de contar con el documento definitivo. Es recomendable que quien escribe se ponga en lugar del futuro lector para anticipar preguntas, sustituir los gestos de la oralidad por expresiones verbales, reducir ambigüedades y redundancias, describir todo aquello que el lector pueda no interpretar por  el carácter asincrónico  entre la lectura y la escritura. 
3) Revisión:  Consiste en la etapa de relectura, y evaluación del. Daniel Cassany lo presenta como "corrección gramatical". porque es el momento en el que entran en juego los conocimientos gramaticales de ortografía, morfosintaxis y léxico. Pero también la revisión implica considerar aspectos como la claridad del texto,  su estética y poder contrastar el texto obtenido con la imagen previa En este proceso es necesario que leamos como si el texto hubiera sido escrito por otro, hacer un verdadero ejercicio de autocrítica y ser severos en la autocorrección ( sin que ello implique la eternización de sucesivos borradores que nunca se concretan en un texto).
Es importante tratar de no corregir todo en simultáneo, conviene mirar en una secuencia sucesiva la adecuación al propósito, la claridad del escrito teniendo en cuenta tanto  la forma como el contenido, evitar la reiteración innecesaria de palabras o sonidos, evaluar el uso de jerga profesional, preferir palabras completas a abreviatura indescifrables, respetar las convenciones tradicionales de la escritura (mayúsculas, ortografía, puntuación, etc.). Recurrir al diccionario las veces que sea necesario, sobre todo,  cuando nuestra intuición nos dice que hay errores en el uso de palabras con determinados significados o errores de ortografía. Como último paso Luchetti recomienda la lectura en voz alta porque esta acción permite descubrir a través del oído, lo que no percibimos a través de la vista. 
4) Puesta en texto: En esta última etapa podemos observar nuestro texto  con la configuración general de la página, con prolijidad y limpieza y un formato físico que nos permite  identificar el producto final de nuestro trabajo. Las formas en que estén dispuestos los títulos, la tipografía seleccionada, las palabras destacadas, la organización visual y discursiva de los párrafos van a hacer un texto más o menos amigable a la lectura del destinatario al que nos dirijamos.
A menudo la tarea de escribir, implica un esfuerzo que parece imposible, sin embargo, el ejercicio de redactar siguiendo esta secuencia puede convertirse en un hábito regular, a través del cual nos será cada vez más amigable acercarnos a escritos eficaces, eficientes y efectivos.  